# La caída (película de 1959)
La caída es una película argentina de 1959, dirigida por Leopoldo Torre Nilsson y protagonizada por Elsa Daniel y Lautaro Murúa. Estrenada en Buenos Aires el 26 de febrero de 1959. Ganadora de 5  Cóndor de Plata en 1960 incluyendo Mejor película y Mejor Director.
La película es una adaptación de la novela de Beatriz Guido. La infancia inocente pero diabólica de El secuestrador es la base de esta película, aunque se desarrolla en un contexto mucho más fantasmagórico y abstracto. "Quizá después de verla podamos pensar en la incomunicación humana, en el tremendo desencuentro entre adultos y niños", escribió Nilsson en 1959. "Si algo de ello ocurre, si después de ver este film un solo hombre mira los ojos de un solo niño buscando algo más que esa ecuación simplificadora que hemos hecho de la infancia, la mitad de nuestro camino estará cumplida". La repercusión local e internacional de sus películas previas permitió a Nilsson ser su propio productor en "La caída", aunque lo hizo dentro de la estructura de Argentina Sono Film. El siguiente paso sería alcanzar la independencia total.
En una encuesta de 2022 de las 100 mejores películas del cine argentino, la película alcanzó el puesto 38.

## Sinopsis
La historia comienza con la llegada de Albertina, una joven de provincias de buena familia, que se dirige a estudiar Letras en Buenos Aires. Su presupuesto es limitado y a través de un anuncio alquila una habitación en una enorme casa donde habita una mujer enferma con cuatro hijos. Albertina no sabe qué le impresiona más, si la indiferencia de la madre hacia sus hijos o el comportamiento de esos niños, precoces, indisciplinados, que por momentos actúan como personas mayores y a continuación muestran actitudes infantiles. La obsesión de esos niños que sobreviven por sí mismos es la figura de un tío ausente, “viaja mucho”, que cuando raramente les visita, les lleva a restaurantes, les compra regalos y les deleita con historias de viajes y aventuras.
Albertina conoce a un joven abogado de la burguesía con el que empieza a salir y muy pronto comenzara a conocer oscuros secretos de la familia y comprenderá extraños sucesos que estaban sucediendo. 

## Producción
La película fue rodada en la ciudad de Buenos Aires y tardo un mes en terminar de producirla.
La historia es autobiográfica, salvo que la acción tuvo lugar en la Italia de posguerra. Beatriz Guido estuvo en Roma haciendo un curso y la pensión en la que se hospedó está retratada en el film. No hay duda de que esa experiencia la debió marcar. El enorme caserón, la atmósfera opresiva, el desamparo que sufren los niños que ellos disimulan con descaro y malicia, envuelven a la joven que no puede desentenderse del drama que se desarrolla ante sus ojos.

## Actores
- Elsa Daniel como Albertina.
- Lautaro Murúa como el tío Lucas.
- Duilio Marzio como José María.
- Lydia Lamaison como Marta.
- Hebe Marbec como Laura.
- Carlos López Monet como Gustavo.
- Oscar Orlegui como Diego.
- Pinky como Delfina.
- Emma Bernal como la tía.
- Nora Singerman
- Mónica Grey
- Osvaldo Robledo
- Santángelo
- Mónica Linares
- Miguel Caiazzo
- Roberto Bordoni
- Enrique Kossi
- Ángel Díaz
- María Delfino
- Susana Latou

## Miscelánea
- Beatriz Guido y Leopoldo Torre Nilsson estaban casados.

## Premios
- (1960): mejor película.

### Premios Cóndor de Plata
| Año  | Categoría               | Nominado/a                           | Resultado |
| ---- | ----------------------- | ------------------------------------ | --------- |
| 1960 | Mejor película          | Leopoldo Torre Nilsson               | Ganador   |
| 1960 | Mejor director          | Leopoldo Torre Nilsson               | Ganador   |
| 1960 | Mejor actriz de reparto | Lydia Lamaison                       | Ganadora  |
| 1960 | Mejor guion adaptado    | Beatriz Guido Leopoldo Torre Nilsson | Ganadores |

- Festival Internacional de Cine de Berlín (1959): nominada al Oso de Oro.